# Hauterives
Hauterives este o comună în departamentul Drôme din sud-estul Franței. În 2009 avea o populație de 1.625 de locuitori.

## Evoluția populației
| An        | 1975  | 1982  | 1990  | 1999  | 2006  | 2009  |
| --------- | ----- | ----- | ----- | ----- | ----- | ----- |
| Populație | 1.081 | 1.096 | 1.202 | 1.333 | 1.532 | 1.625 |